# Marmosa del Huallaga
La marmosa del Huallaga (Marmosa parda) és una espècie d'opòssum de la família dels didèlfids. És endèmica de la conca alta del riu Huallaga, als departaments peruans de Huánuco i La Libertad, on viu a altituds d'entre 1.000 i 2.000 msnm. L'hàbitat típic d'aquesta zona són les selves pluvials montanes o premontanes. Té una llargada de cap a gropa de 137–177 mm, la cua de 210–266 mm i un pes d'uns 80 g. El seu nom específic, parda, significa ‘marró’ en llatí; el seu descriptor, George Henry Hamilton Tate, destacà el caràcter marronós del seu pelatge.